# Зелёная Липа
Зелёная Липа (укр. Зелена Липа) — село в Клишковецкой сельской общине Днестровского района Черновицкой области Украины.
До 2020 года входило в Хотинский район
Население по переписи 2001 года составляло 423 человека. Почтовый индекс — 60011. Телефонный код — 3731. Код КОАТУУ — 7325086402.